# Derek Machan
Derek Machan (* 1974 in Waukesha) ist ein US-amerikanischer Komponist, Pianist und Musikpädagoge.
Der Sohn des Komponisten und Musikpädagogen James Machan studierte nach dem Besuch der Waukesha South High School an der University of Wisconsin-Eau Claire. (bis 1997) und am VanderCook College of Music in Chicago Musikerziehung. Während seines Studiums wirkte er als Klavierbegleiter und Chorleiter an der University of Wisconsin-Stout. Er arbeitete als Lehrer an Mittelschulen in Wisconsin und ab 1999 an der Kenosha-Tremper High School. Seit 2001 ist er Chordirektor an der Waterford Union High School. Seine Vokal- und Instrumentalkompositionen erschienen im Verlag Alliance Publications. Als Jazzpianist trat er u. a. mit dem Tommy Dorsey Orchestra auf.